# Moreno (futbolista)
César Moreno Alves de Oliveira (Ponte Nova, 5 de noviembre de 1961) es un exfutbolista brasileño.

## Trayectoria
César Moreno Alves de Oliveira, o simplemente Moreno, hizo menores en el Botafogo pero debutó con el America-RJ en 1980, a la edad de 19 años. Dos años después obtendría su primer título, el Torneio dos Campeões de la CBF. Jugó para el club hasta 1985. En su paso por aquel equipo convirtió 23 goles en 85 partidos y es considerado uno de los referentes del club de esos años.
En 1986 se pasó al Náutico. Se mantuvo solo una temporada. En 1987 se fue al Joinville, jugando para ese equipo hasta el año 1988. En ese año tuvo un paso corto por el Deportivo Cali. En 1989 ficha por el Coritiba. Se quedó hasta 1990. Dos años después juega Copa Libertadores con el Atletico Paranense y Sport Boys, respectivamente.
En 1993 regresó a Brasil para volver a jugar en el Coritiba. Jugó para ese club hasta 1994. En 1995 pasó a Bangu. Jugó hasta 1996. En 1997 se mantuvo Libre. A fines ese año firmó por el Cabofriense, en donde se retiró en 1998.
Con la Selección Brasileña disputó un partido amistoso en 1984. Claudio Adao, rival de Moreno en la década de 1980, declaró que Moreno podría haber sido el jugador que más se acercaría a Zico.

## Clubes
| Club                | País     | Año       |
| ------------------- | -------- | --------- |
| America-RJ          | Brasil   | 1981-1985 |
| Náutico             | Brasil   | 1986      |
| Joinville           | Brasil   | 1987      |
| Deportivo Cali      | Colombia | 1988      |
| Coritiba            | Brasil   | 1989-1990 |
| Atlético Paranaense | Brasil   | 1991      |
| Sport Boys          | Perú     | 1992      |
| Coritiba            | Brasil   | 1993-1994 |
| BK Häcken           | Suecia   | 1994      |
| Bangu               | Brasil   | 1995-1996 |
| Cabofriense         | Brasil   | 1998      |

## Palmarés
- Torneio dos Campeões de la CBF (1): 1982.
- Campeonato Paranaense (1): 1989.